# Denis Genreau
Denis Genreau (París, 21 de mayo de 1999) es un futbolista francés, nacionalizado australiano, que juega en la demarcación de centrocampista para el R. C. Deportivo de La Coruña de la Segunda División de España.

## Selección nacional
Hizo su debut con la selección de fútbol de Australia el 7 de junio de 2021 en un partido de clasificación para la Copa Mundial de Fútbol de 2022 contra China Taipéi que finalizó con un resultado de 5-1 a favor del combinado australiano tras el gol de Gao Wei-jie para Taiwán, y de Trent Sainsbury, Harry Souttar, Jamie Maclaren y un doblete de Mitchell Duke para Australia.

## Clubes
| Club                         | País         | Año       | Partidos | Goles |
| ---------------------------- | ------------ | --------- | -------- | ----- |
| Melbourne City FC Youth      | Australia    | 2015-2018 | 52       | 7     |
| Melbourne City F. C.         | Australia    | 2016-2018 | 6        | 1     |
| PEC Zwolle (cedido)          | Países Bajos | 2018-2019 | 12       | 0     |
| Melbourne City F. C.         | Australia    | 2019      | 8        | 0     |
| Macarthur F. C.              | Australia    | 2020-2021 | 23       | 2     |
| Toulouse F. C. II            | Francia      | 2023-2024 | 6        | 3     |
| Toulouse F. C.               | Francia      | 2021-2025 | 80       | 3     |
| R. C. Deportivo de La Coruña | España       | 2025-     | 9        | 1     |

## Palmarés

### Títulos nacionales
| Título          | Club           | País    | Año  |
| --------------- | -------------- | ------- | ---- |
| Copa de Francia | Toulouse F. C. | Francia | 2023 |